# Stade de Franceville
Das Stade de Franceville ist ein Fußballstadion mit Leichtathletikanlage in der gabunischen Stadt Franceville. Es ist nach dem Stade d’Angondjé und dem Stade Omar Bongo das drittgrößte Stadion des afrikanischen Landes. Bekannt ist die Anlage auch unter dem Namen Stade de la Rénovation. Während der Fußball-Afrikameisterschaft 2012 und 2017 wurden sechs Spiele der Gruppenphase und ein Viertelfinale in Franceville ausgetragen.

## Geschichte
Die Spielstätte mit damals 10.000 Plätzen stammt aus dem Jahr 2005 und wurde für die Fußball-Afrikameisterschaft 2012 umgebaut und fasst nun 25.000 Zuschauer.  Es ist das letzte Stadion der insgesamt vier Austragungsorte der Afrikameisterschaft 2012, welches fertiggestellt und fünf Tage vor Turnierbeginn eröffnet wurde. Die Spielstätte sollte schon im August 2011 fertig sein, aber es kam zu Verzögerungen. Am Abend des 16. Januar 2012 empfing die Gabunische Fußballnationalmannschaft den Sudan zum Eröffnungsspiel. Die Partie endete mit einem torlosen Unentschieden.
Das heutige Stadion wurde von dem serbischen Architekturbüro Studio Romb entworfen. Die Sportstätte wird von einer zweiteiligen Dachkonstruktion über Haupt- und Gegentribüne abgedeckt. Über das Dach wird Regenwasser gesammelt und zur Bewässerung des Rasens genutzt. Für den Bau des Stadiondaches war die serbische Spezialfirma Amiga Kraljevo verantwortlich. Das Stadion wie auch die Sitze und Teile der Dachkonstruktion sind in Gabuns Landesfarben blau, gelb und grün gehalten. Auf dem Tribünenrand eines Hintertorranges thront eine Videoanzeigetafel und die vier Masten der Flutlichtanlage sorgen für die Beleuchtung bei Abendspielen.

## Spiele der Fußball-Afrikameisterschaft 2012 in Franceville

### Gruppenspiele
- 24. Januar 2012, Gruppe D:  Ghana –  Botswana 1:0 (1:0)
- 24. Januar 2012, Gruppe D:  Mali –  Guinea 1:0 (1:0)
- 28. Januar 2012, Gruppe D:  Botswana –  Guinea 1:6 (1:4)
- 28. Januar 2012, Gruppe D:  Ghana –  Mali 2:0 (0:0)
- 31. Januar 2012, Gruppe C:  Gabun –  Tunesien 1:0 (0:0)
- 1. Februar 2012, Gruppe D:  Ghana –  Guinea 1:1 (1:1)

### Viertelfinale
- 5. Februar 2012:  Ghana –  Tunesien 2:1 n. V. (1:1, 1:1)